# Figulus seychellensis
Figulus seychellensis là một loài bọ cánh cứng trong họ Lucanidae. Loài này được Scott mô tả khoa học năm 1912.